# Николсон, Джим
Роберт Джеймс Николсон (англ. Robert James Nicholson; род. 4 февраля 1938) — американский военнослужащий, политический и государственный деятель, министр по делам ветеранов США (2005—2007).

## Биография
Николсон родился 4 февраля 1938 года в Айове. Окончил Военную академию США, Колумбийский университет и Денверский университет. 8 лет служил в армии и поучаствовал во Вьетнамской войне, за что получил несколько наград. В 1978 году Николсон основал свою строительную компанию. В 1993 году стал заместителем председателя Национального комитета Республиканской партии, а через 4 года сам занял эту должность, пробыв председателем до 2001 года. Затем Николсон был послом США при Святом Престоле, пока его не назначили министром по делам ветеранов США в 2005 году. В кабинете президента Буша он проработал до 2007 года.

## Личная жизнь
Николсон женат на Сьюзанне Фаррелл. У пары трое детей.